# My Bill
My Bill is een Amerikaanse dramafilm uit 1938 onder regie van John Farrow. Destijds werd de film in Nederland uitgebracht onder de titel Moeders jongen.

## Verhaal
Mary Colbrook is een arme weduwe met vier tienerkinderen. Ze beseft dat ze niet genoeg geld heeft om voor hen te zorgen en ze stuurt de oudste drie kinderen naar hun rijke tante Caroline. De jongste zoon Bill blijft bij zijn moeder wonen. Hij trekt de aandacht van Adelaide Crosby, een oude, rijke vrouw uit de buurt.

## Rolverdeling
| Acteur                | Personage         |
| --------------------- | ----------------- |
| Kay Francis           | Mary Colbrook     |
| Bonita Granville      | Gwen Colbrook     |
| John Litel            | John Rudlin       |
| Anita Louise          | Muriel Colbrook   |
| Bobby Jordan          | Reginald Colbrook |
| Dickie Moore          | Bill Colbrook     |
| Maurice Murphy        | Lynn Willard      |
| Elisabeth Risdon      | Tante Caroline    |
| Helena Phillips Evans | Adelaide Crosby   |
| John Ridgely          | Bloemist          |
| Sidney Bracey         | Jenner            |
| Bernice Pilot         | Beulah            |
| Jan Holm              | Secretaresse      |